# 篠崎昭彦
篠崎 昭彦（しのさき あきひこ、1927年11月8日 - 2024年2月4日）は、日本の経営者。住友金属鉱山社長、会長を務めた。

## 来歴・人物
北海道出身。1952年に東京大学法学部法律学科を卒業し、同年に別子銅山(のちの住友金属鉱山)に入社。1979年6月に取締役に就任し、1983年6月に常務、1987年6月に専務を経て、1988年6月に社長に就任。1995年6月に会長に就任し、1998年6月から相談役を務めた。
1999年4月に勲二等旭日重光章を受章した。
2024年2月4日午後5時40分、病気のため死去。96歳没。